# Шамбон ла Форе
Шамбон ла Форе (фр. Chambon-la-Forêt) је насељено место у Француској у региону Центар, у департману Лоаре.
По подацима из 2011. године у општини је живело 896 становника, а густина насељености је износила 52,71 становника/km².

## Демографија
| 1962. | 1968. | 1975. | 1982. | 1990. | 2011. |
| ----- | ----- | ----- | ----- | ----- | ----- |
| 472   | 463   | 449   | 491   | 589   | 896   |